# Bono (patrício)
Bono (em grego: Βῶνος/Βόνος; 627) foi um estadista e general bizantino, um dos associados mais próximos do imperador Heráclio (r. 610–641). Pouco se sabe sobre sua vida. Provavelmente esteve envolvido na campanha de Heráclio que derrubou o imperador Focas (r. 602–610). Sua carreira é pouco conhecida, com apenas poucas menções nas fontes aos ofícios e títulos que lhe foram concedidos.
Ele é particularmente lembrado por seu papel desempenhado na guerra bizantino-sassânida de 602-628, durante a qual atuou como regente ao lado do patriarca Sérgio I (r. 610–638). Também foi importante na defesa bem sucedida da capital imperial, Constantinopla, durante o cerco ávaro-persa de 626. A ele também se atribui a construção de uma das grandes cisternas da capital, à qual foi dado o seu nome.

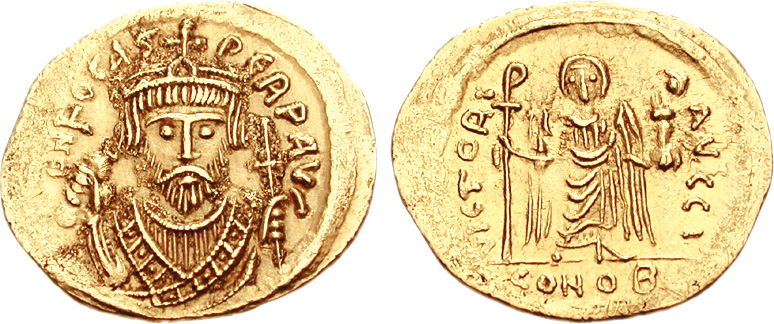
Soldo de Focas r.

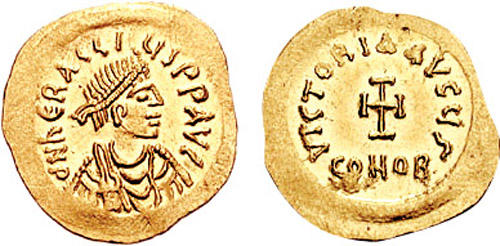
Tremisse de Heráclio r.

## Biografia
Pouco se sabe sobre as origens de Bono. No poema panegírico dedicado a ele em 626, Jorge de Pisídia o chamou de "companheiro em armas" do imperador Heráclio (r. 610–641), quiçá implicando que o acompanhou quando partiu da África em 610 para derrubar Focas (r. 602–610). Sabe-se também que teve um filho ilegítimo, João, que foi enviado como refém aos ávaros em 622. Naquele tempo, o Império Bizantino estava envolvido em conflito prolongado com seu maior antagonista oriental, o Império Sassânida. Ao longo dos vinte anos anteriores, os persas conseguiram várias vitórias e capturaram a maior parte do Levante bizantino. Em 622, após garantir a paz com os ávaros nos Bálcãs, Heráclio iniciou a campanha contra eles. Bono foi deixado em Constantinopla como o guardião dos seus filhos, junto com o patriarca Sérgio I (r. 610–638). Na ausência de Heráclio em campanha nos anos seguintes, Bono atuou como o regente efetivo do Império Bizantino.
Os cargos exatos que ocupou são incertos: foi patrício, e nas fontes foi geralmente referido apenas como "o magistro". Embora tal título normalmente indique a posição do mestre dos ofícios, Teodoro Sincelo chama-o "o general" (estratego), talvez inferindo que teve o posto de mestre dos soldados na presença. A opinião acadêmica moderna está dividida entre os dois casos: a PIRT e Walter Kaegi suportam a última tese, enquanto John Haldon notadamente suporta a primeira.

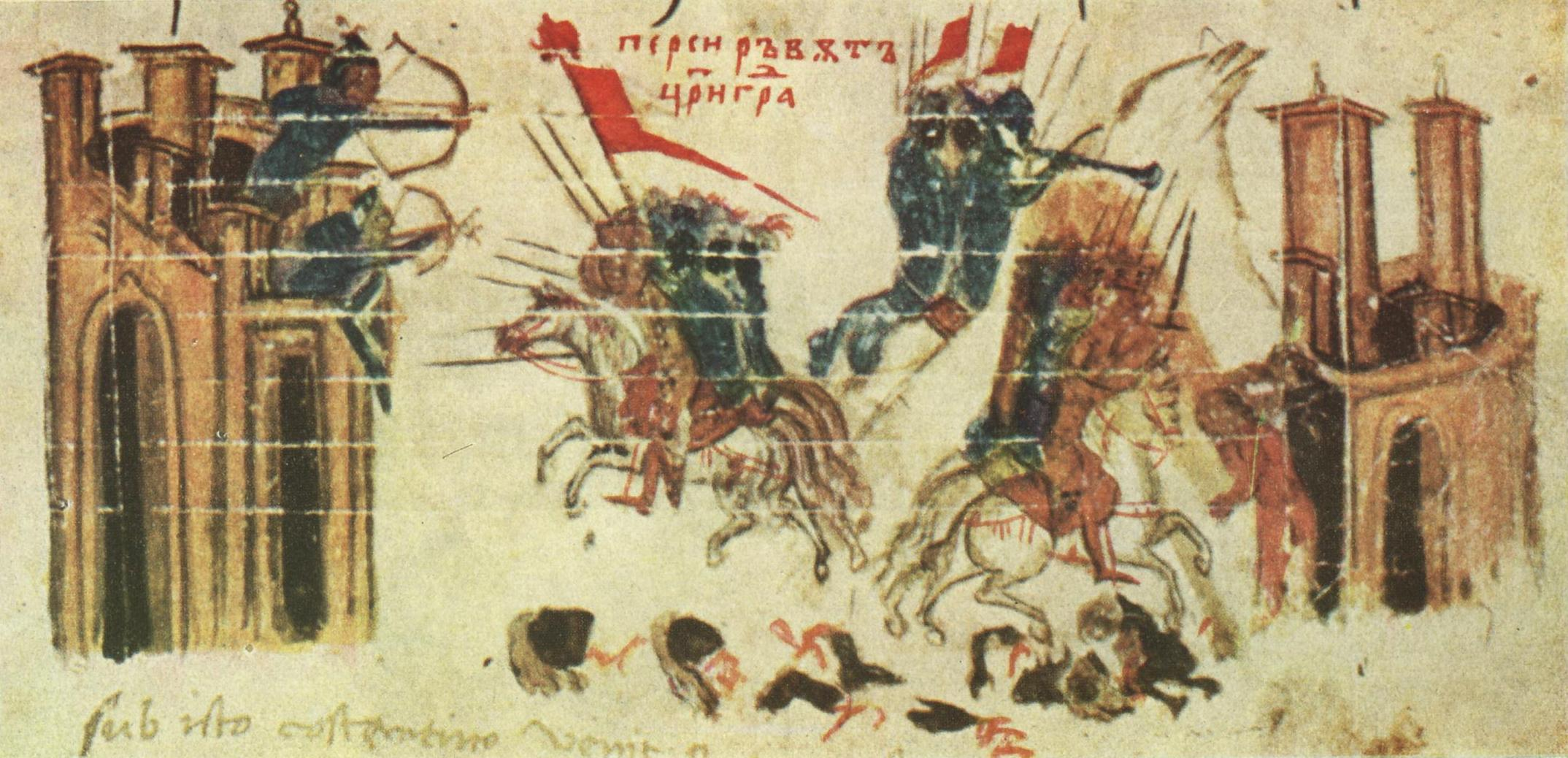
Cerco de Constantinopla em 626 na Crônica de Constantino Manasses, século XII

Mapa da Constantinopla bizantina

Em 626, Heráclio obteve várias vitórias no Oriente e inverteu a situação estratégica a seu favor, mas o general sassânida Sarbaro continuava acampado com seu exército na Ásia Menor ocidental, perto de Constantinopla. Nesse momento, os persas chegaram a um acordo com os ávaros, elevando o risco de um cerco combinado da capital. Com tal objetivo, os persas avançaram, tomaram e arrasaram Calcedônia (atual distrito de Kadıköy em Istambul), e esperaram a chegada ávara. Heráclio, ciente da ameaça, decidiu não retornar em pessoa e em vez disso enviou conselhos e reforços para Bono, que reforçou as muralhas da cidade e armazenou provisões.
O exército ávaro chegou diante de Constantinopla em julho de 626. Propostas à rendição pelo grão-cã ávaro foram rejeitadas por Bono, e o cerco começou em 29 de julho. Bono era o comandante geral dos defensores. Nos primeiros cinco dias de cerco, enviou sucessivas embaixadas para tentar persuadir o grão-cã a se retirar, oferecendo dinheiro em troca. No quinto dia, os emissários bizantinos encontraram uma embaixada persa na tenda do grão-cã, fato que realçou o perigo que a cidade enfrentaria se os aliados ávaro-eslavos conseguissem transportar o exército persa sobre o estreito do Bósforo. Assim, no décimo dia do cerco, em 7 de agosto, Bono atraiu os eslavos para uma armadilha: os bizantinos descobriram que o sinal à frota eslava cruzar o estreito e se encontrar com as forças persas em Calcedônia seria uma grande fogueira. Os próprios bizantinos acenderam um farol em Blaquerna e, quando os eslavos faziam a travessia, a frota bizantina, posicionada no interior do Corno, navegou ao encontro deles, os atacou e derrotou.
Após a vitória e a repulsão dos ávaros das muralhas, Bono teve que conter as pessoas mais ansiosas da cidade, incluindo mulheres e crianças, que queriam sair correndo e capturar as armas de cerco do inimigo. Em vez disso, em 8 de agosto, os ávaros começaram a se retirar; Bono, o patrício Sérgio, e muitas pessoas foram ao Portão Dourado para assistir à retirada dos inimigos e à queima das torres de cerco, incendiadas pelos próprios ávaros. O irmão do imperador, Teodoro, chegou logo após comandando um exército e assumiu a condução dos assuntos na capital. Em seguida, no começo de maio de 627, Bono faleceu e foi enterrado em 11 de maio no mosteiro de Estúdio.

## Cisterna de Bono
Bono construiu uma grande cisterna na cidade (em grego: κινστέρνα Βῶνου), coberta com um teto abobadado, próximo ao local de sua casa, a nordeste da igreja dos Santos Apóstolos. Por essa razão, o imperador Romano I Lecapeno (r. 920–944) construiu um palácio lá, o "novo Palácio de Bono". Teófano, a primeira esposa de Leão VI, o Sábio (r. 886–912), também construiu uma igreja perto, a igreja de São Constantino da Cisterna de Bono, para onde seu corpo foi transferido, quiçá após o saque da cidade em 1204. Este complexo palaciano desempenhou papel central no ritual anual da celebração a Constantino, o Grande (r. 306–337), o fundador da cidade, em 21 de maio, com a família imperial se movendo do palácio para o mausoléu de Constantino na igreja dos Santos Apóstolos e retornando.